# Station météorologique
Une station météorologique, parfois désignée par synecdoque abri météorologique, est un ensemble de capteurs qui enregistrent et fournissent des mesures physiques et des paramètres météorologiques liés aux variations du climat, ces capteurs étant placés dans un boîtier, abri météorologique qui réalise l'équilibre thermique du thermomètre avec l'air et le protège du rayonnement solaire. Les variables à mesurer sont la température, la pression, la vitesse et la direction du vent, l'hygrométrie, le point de rosée, la pluviométrie, la hauteur et le type des nuages, le type et l'intensité des précipitations ainsi que la visibilité. Les stations peuvent comporter des capteurs pour toutes ou une partie seulement de ces informations, selon leur type : agro-météorologique, d’aéroport, météoroutière, climatologique, etc.
Les stations météorologiques sont le plus souvent à des coordonnées fixes sur les îles et les continents mais elles peuvent être aussi être à bord d’avions avec (AMDAR) ou de navires (en particulier les navires météorologiques). Elles peuvent également être déplacées pour des usages particuliers comme des expériences scientifiques ou pour déterminer les conditions météorologiques lors d'un désastre tel un feu de forêt. Les données qu'on en obtient peuvent être envoyées directement comme rapport météorologique, dans le cas d'une station automatique, ou faire partie des observations METAR émises par un observateur humain.

## Description

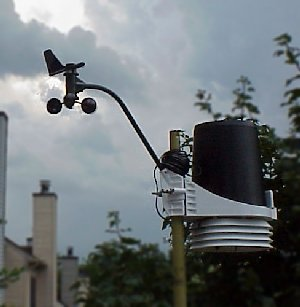
Station automatique et ses capteurs

Chaque relevé sous abri est obtenu à l'aide d'un capteur. Certains sont exposés aux éléments, comme l'anémomètre et la jauge pluviométrique, alors que d'autres sont groupés dans un abri pour mesurer les caractéristiques intrinsèques de la masse d'air (thermomètre, hygromètre, etc.), abri qui répond à certaines normes (terrain plat dans un endroit suffisamment vaste, hauteur au-dessus du sol, etc.). Différents abris ont été utilisés : abri ouvert à l'origine, puis à partir des années 1920 abri Stevenson, grand abri encore utilisé de façon restreinte car remplacé de plus en plus par des abris « modèle réduit » et abris miniatures à coupelle.
Les données d'une station météorologique seront envoyées par circuits de communications sous une forme codée. La plus connue est celle appelé METAR qui a été développée pour les services à l'aviation mais des usagers particuliers peuvent utiliser d'autres formats. Ces données sont utilisées pour la confection de cartes météorologiques actuelles et pour la prévision future des éléments météorologiques.

### Station manuelle versus automatique
Une station manuelle est celle où la prise de mesure se fait par un technicien en météorologie selon un horaire régulier alors qu'une station météorologique automatique est une station dont les capteurs rapportent à intervalles une série de données météorologiques sans intervention humaine. Les instruments sont souvent les mêmes dans les deux cas mais certaines observations sont plus fiables quand elles proviennent d'un observateur en chair et en os. Par exemple, la couverture nuageuse et le type de précipitations sont plus facilement observables par un être humain que déduits par un instrument électronique.
Les stations automatiques ont été développées pour être utilisées dans des endroits difficiles d'accès (bouée météorologique en mer ou régions éloignées) mais elles remplacent de plus en plus les stations avec personnel à cause de leur moindre coût. Développées pour les services météorologiques nationaux, elles sont maintenant utilisées également pour la recherche météorologique, pour divers utilisateurs spécialisés comme la météorologie agricole et le suivi des conditions routières, même les météorologues amateurs. Elles sont le plus souvent regroupées en réseaux pour couvrir un territoire donné, leur densité variant de quelques kilomètres entre les stations (mésonets) à plusieurs centaines de kilomètres selon les besoins et l'accessibilité des sites.

## Fréquence d'observation
Dans les services météorologiques nationaux, les observations sont prises chaque heure dans les stations principales et toutes les six heures dans les stations climatologiques (Code SYNOP). Dans les stations principales, lorsque le temps change, des observations spéciales seront prises également (début de pluie, diminution du plafond nuageux, etc.). Certaines stations ont cependant des horaires plus restreints selon la disponibilité d'observateurs et l'ouverture des bureaux. Par contre, les stations automatiques peuvent donner des observations plus fréquentes.
Il existe également des réseaux secondaires de prises de données qui recueillent un ensemble plus limité de paramètres sur des périodes plus longues. Par exemple, certains utilisateurs ne prennent des données de températures et de pluviométrie que quotidiennement.

## Normes météorologiques internationales
L'Organisation météorologique mondiale (OMM) édicte des normes, pour les mesures et les sites appropriés d'installation de stations météorologiques, auxquelles doivent se conformer ses membres, :
- Pour les mesures d'humidité et de température, les capteurs sous abri doivent être installés à une hauteur standard comprise entre 1,25 et 2 m (page I. 1-20) ;
- Pour les mesures du vent de surface (direction et vitesse), les capteurs doivent être sur un mât à 10 m du sol sur un terrain dégagé (page I. 1-24). Cette valeur peut être réduite à 2 mètres pour des mesures de nature agroclimatiques (page I. 1-25) ;

En 1999, Météo-France, dans sa note technique 35 - classification d'un site, a défini différentes classifications suivant la qualité du site où est installée une station météo afin de déterminer les différentes erreurs de mesure imputables à l'environnement de la station. Ce travail et celui d'autres nations a servi de base à la norme ISO 19289:2015 de l'OMM à propos de la mise à jour de la classification des sites pour les stations terrestres d'observation qui est applicable désormais à l'ensemble des stations météorologiques des organismes nationaux,.
En 2014, Météo-France a actualisé sa note technique 35 pour tenir compte la norme ISO 19289. De plus, afin d'aider les météorologues amateurs passionnés, c'est-à-dire ceux qui disposent d'une station météo automatique de type semi-professionnel, à avoir des mesures précises en fonction de leur site, Météo-France a sorti la note technique 39 de conseils sur l’installation de capteurs météorologiques chez des passionnés.

## Autres usages

### Recherche
En fonction, des stations mobiles sont déployées pour prendre des mesures à fine échelle. Par exemple, lors de chasse aux tornades, les chercheurs veulent savoir les paramètres météorologiques avec une résolution de moins d'un kilomètre. Le Totable tornado observatory a même été déployé durant les années 1980 pour prendre ces mesures dans l'entonnoir nuageux.

### Station agricole

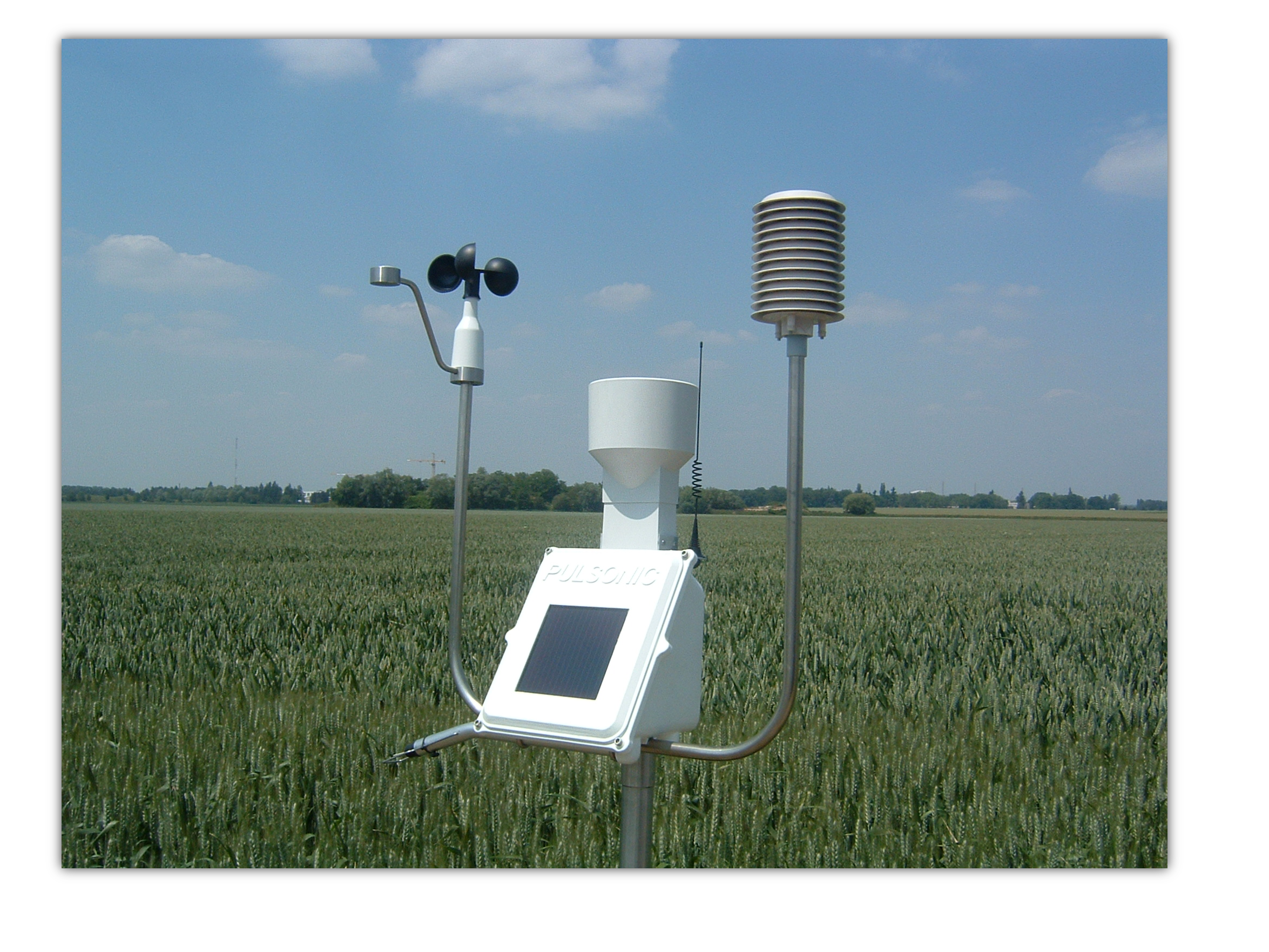
Station météorologique agricole.

Une station météo-agricole permet de surveiller les paramètres climatiques particulier pour des domaines tels que l'agriculture, l'arboriculture, l'horticulture, la sylviculture.
Les stations agricoles sont souvent composées de capteurs pour mesurer la température, l'humidité, l'ensoleillement, l'humidité foliaire et la pluviométrie.
Ces stations sont pour leur majorité autonomes en énergie grâce à un panneau solaire et elles transmettent les données météorologiques par GPRS, Wi-Fi ou carte SD.

### Station météoroutière

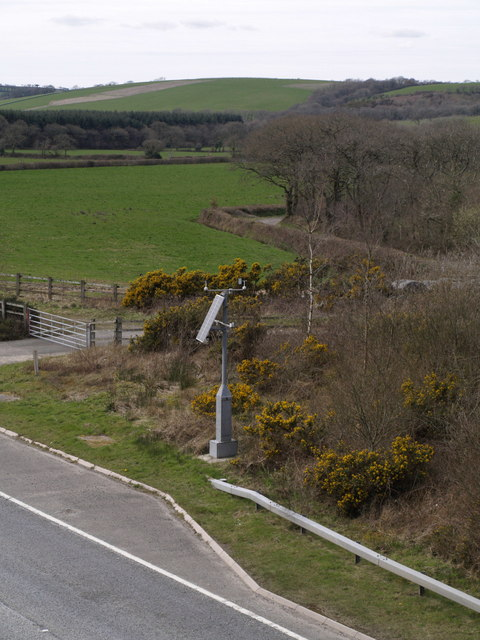
Station météororoutière le long de l'autoroute A30 en Grande-Bretagne

Une station météoroutière recueille automatiquement en continu les paramètres météorologiques et l’état de surface de la chaussée en zone circulée. Les paramètres atmosphériques sont en général les mêmes que pour une station classique mesurés à la hauteur de l'abri, soit : la température de l’air, l'humidité relative, le point de rosée, les précipitations (type, intensité et quantité), la visibilité horizontale, la vitesse et la direction du vent.
À ces paramètres s'ajoutent les conditions de la chaussée soit :
- température en surface, dont la température de congélation, et parfois à une certaine distance sous le sol grâce à un cryopédomètre ;
- état de la surface :
  - eau présente classée selon les critères suivants : sec, humide (présence d’un mince film d’eau sans projections d’eau), mouillé (un film d’eau assez important pour produire des projections d’eau), ruisselant (un film d’eau assez épais pour donner un risque d’aquaplanage) ;
  - présence de givre, couche généralement de moins de 1 millimètre de glace ne provenant pas de précipitations mais de la condensation de la vapeur d'eau atmosphérique à une température inférieure au point de congélation ;
  - verglas, couche de glace provenant de pluie tombant à une température inférieure au point de congélation ;
  - concentration de sel.

Ces stations sont utilisées pour surveiller les conditions d'adhérence des véhicules sur la chaussée, des obstacles météorologiques à la circulation et des dangers. Les données sont ensuite utilisées par des programmes de prévision des conditions routières, comme le programme canadien METRO, où elles sont intégrées à d’autres informations venant des prévisions météorologiques, du contrôle de la circulation routière, etc. Les résultats aident les exploitants à analyser le risque et à prendre leurs décisions d’intervention de déneigement ou de traitement aux fondants, de signalisation de dangers ou même de détournement de la circulation afin de minimiser les impacts sur la viabilité hivernale.

### Utilisateurs particuliers
Pour les passionnés de météo ou des collectivités (offices de tourisme, stations de ski ou balnéaires, organisateurs d'événements, etc.) dont l'activité est plus ou moins directement liée à la connaissance des conditions météos, il existe des stations et équipements météos privés domestiques. Ils sont financièrement abordables et peuvent être mis facilement en ligne à destination de tous les usagers équipés d'internet. Elles sont souvent accompagnées de systèmes de visualisation, caméra, webcam, ou vidéo, mettant en valeur des conditions météo locales. Ces dispositifs sont aussi connus sous météocam.
Les dernières générations de stations météo peuvent également piloter un système de domotique, régler idéalement la température d'une piscine, ou bien accompagner l'arrosage automatique du jardin.